# Erebia phorycoides
Erebia phorycoides är en fjärilsart som beskrevs av Goltz 1933. Erebia phorycoides ingår i släktet Erebia och familjen praktfjärilar. Inga underarter finns listade i Catalogue of Life.